# IOS 18
iOS 18 est la dix-huitième version majeure du système d’exploitation iOS d’Apple. Elle a été annoncée lors de la WWDC 24 qui s’est tenue le 10 juin 2024.

## Histoire
Lors du développement de iOS 18, le nom de code utilisé était « Crystal ».
Selon Mark Gurman, le développement de iOS 18 a été mis en pause à la fin de l'année 2023 pour corriger des bugs.
Le 29 juillet 2024, Apple sort iOS 18.1 en version bêta avant le déploiement de iOS 18 pour le grand public. Cette mise à jour est disponible pour les iPhone compatibles avec Apple Intelligence. Elle apporte la possibilité de tester l’IA d’Apple, en s’inscrivant sur la liste d’attente.
La version finale d’iOS 18 est annoncée pour le 16 septembre 2024.
Le 31 mars 2025, Apple sort iOS 18.4 en version publique, rendant Apple Intelligence accessible en France pour tous les utilisateurs possédant un iPhone compatible (à partir de l’iPhone 15 Pro).

## Fonctionnalités

### Apple Intelligence
Apple Intelligence est l’intelligence artificielle d’Apple. Elle apporte des nouveautés à Siri et intègre de nouvelles fonctionnalités. Elle est disponible en version publique aux États-Unis depuis le 28 octobre 2024 avec la sortie d'iOS 18.1 et en France depuis le 31 mars 2025 avec la sortie d'iOS 18.4.

### Personnalisation

#### Applications et écrans d’accueil et de verrouillage
Il est désormais possible de placer ses applications où l’on souhaite sur l’écran d’accueil.
La personnalisation des icônes d’applications est désormais intégrée au système d’exploitation. Il est possible de personnaliser la couleur des icônes et de les agrandir.
Les applications peuvent être verrouillées (par Face ID et Touch ID, ou le code d’accès) et cachées dans le tiroir d’application dans un dossier masqué.
Sur l’écran verrouillé, il est possible de changer les « raccourcis » situés en bas de l’écran.

#### Centre de contrôle
Un tout nouveau centre de contrôle fait son apparition, avec des icônes arrondies et une nouvelle méthode de personnalisation. Il est désormais possible d’avoir plusieurs pages afin de ranger les actions par catégorie. Il est également possible d’agrandir les boutons de contrôle.

### Photo
L’application a le droit à une refonte : ainsi, les albums et les souvenirs sont désormais en dessous de la page principale. Les « collections » apparaissent permettant de créer des souvenirs autour d’une personne ou d’un voyage.

### Messages
iOS 18 ajoute la compatibilité avec la norme Rich Communication Services (RCS). Elle permet — entre autres – de partager des images et vidéos de meilleure qualité, des messages vocaux, de créer des groupes de conversations et d’avoir des confirmations de lecture venant d’utilisateurs Android,. Entre utilisateurs iOS, iMessage restera la norme. La couleur des messages reste identique : verte pour les communications RCS et bleue pour iMessage. Cet ajout vient finalement deux ans après que Tim Cook a déclaré « [qu'il n'a] pas entendu beaucoup de nos utilisateurs nous demander de mettre beaucoup d'énergie [sur le RCS] » ainsi que de nombreuses communications de Google moquant Apple sur son désintérêt pour le RCS,.
Outre cette nouveauté, il est possible de formater le texte de ses messages (gras, italique, etc.) et de nouvelles animations ont été ajoutées,. Réagir aux messages peut désormais se faire avec n’importe quel émoji. Comme pour les mails, il est possible de planifier l’envoi d’un message.
Si le réseau cellulaire ou Wi-Fi n’est pas disponible, les utilisateurs d’iPhone 14 et modèles plus récents pourront envoyer des messages via satellite. Aucun prix n’a été dévoilé pour le moment mais les services via satellite actuels sont gratuits pendant trois ans.

### Mail
Mail catégorise automatiquement les courriels (principale, transactions, etc.) à l’instar de ce que propose Google depuis quelques années. Une présentation intelligente permettra de grouper les courriels par expéditeur.

### Safari
La nouvelle fonctionnalité « Importants » permet de détecter les informations pertinentes et interactives sur la page,. Le mode lecture propose désormais un résumé de la page ainsi qu’un sommaire.

### Application «Mots de passe»
Une nouvelle application fait son apparition. L'application « Mots de passe » remplace la section présente dans les réglages. Elle agit maintenant comme un véritable gestionnaire de mots de passe à l'instar de 1Password ou Bitwarden en stockant des identifiants, des clés d'accès, des mots de passe de réseaux Wi-Fi, etc.,.

### Plans
Il est désormais possible (aux États-Unis seulement) de télécharger des itinéraires de randonnée et de les créer. Ces itinéraires peuvent également être ajoutés dans la nouvelle bibliothèque Lieux pour ajouter des notes personnelles, et les utiliser en hors ligne.

### Mode Jeu
Cette fonctionnalité était déjà présente sur macOS Sonoma, elle permet de donner un meilleur accès au processeur de l’appareil, en augmentant les performances. Elle améliore également les performances des accessoires sans fils.

### Cartes
La nouvelle fonctionnalité « Tap to Cash » (États-Unis uniquement) permet d’envoyer de l’argent facilement à un proche en approchant les deux iPhone.
Il sera également possible de voir les points de fidélité des cartes et de les obtenir si les achats sont effectués avec Apple Pay.
Les tickets pour les évènements ont désormais de nouvelle fonctionnalité avec des infos sur l’évènement et des recommandations.
La mise à jour étend également Apple Pay à d’autres navigateurs web/appareil grâce à un code à scanner avec un iPhone.

### AirPods
Sur les AirPods Pro de deuxième génération, une option de contrôle par mouvements de tête a été ajoutée, permettant de répondre aux requêtes de Siri sans commande vocale ; concrètement, cela peut être utilisé pour accepter ou décliner un appel. Le système de traitement audio pour les appels a été mis à jour, visant à réduire les bruits de fond et les interférences, cette fonction été autrefois réservée aux AirPods Max. L'audio spatial peut désormais être utilisé dans les jeux vidéo si les développeurs l'implémente.